# ケイト・ヴォーン
ケイト・ヴォーン(英語: Kate Vaughan、1852年 – 1903年2月21日) はイギリスのダンサー、バーレスクパフォーマー、女優である。スカートダンスを発展させたことで最もよく知られており、「その世代で最も偉大なダンサー」と呼ばれた。
若い頃にパフォーマンスのキャリアを始め、1876年から1883年までロンドンのゲイエティ座と7年契約を結んだ。この劇場では、ネリー・ファレンやエドワード・テリーも参加していたヴィクトリア朝バーレスクの一座に入った。10年ほどの間、初代カウリー伯爵ヘンリー・ウェルズリーの息子であるフレデリック・アーサー・ウェルズリー大佐と結婚していたことがある。1885年にダンスを引退し、すぐ後に古典喜劇のツアーに出てかなりの成功をおさめた。1896年頃から健康が衰えていったが、死ぬまで舞台出演を続けていた。

## 経歴
ヴォーンは1852年にロンドンでキャサリン・アリス・カンデリンとして生まれた。のちにヴォーンは生年をもっと後にするようになり、Who's Who in the Theatreでは実際より4歳若い年齢が記載されている。父親はウェスト・エンドでオーケストラ奏者をつとめており、ヴォーンも少女時代からウエスト・エンドの舞台に出演していた。
ヴォーンはスカートダンスを発展させたと考えられており、1873年にジャック・オッフェンバックの『地獄のオルフェ』が上演された際、スカートダンスを披露した。姉妹であるスージーとともに、ヴォーン姉妹として出演していた。スカートダンスはフレンチカンカンをおとなしくしたもので、長大な布を使ったロングスカートを履いて踊る。ダンスを引退した後、ヴォーンはインタビューで自分の技術をこのように解説している。
くるぶしまでかかるスカートで踊ったのは私がはじめてでした。たなびく衣装で腕や全身を動かすようなサーペンタインダンスまでは全くやろうとしなかったのですけどね。私のはただただ本物のダンスに他ならないんです。ステップは自分で考案したし、床までのレースのスカートはこの頃は新しいものだったんです。バレエだけが流行のスタイルだった頃ですし。

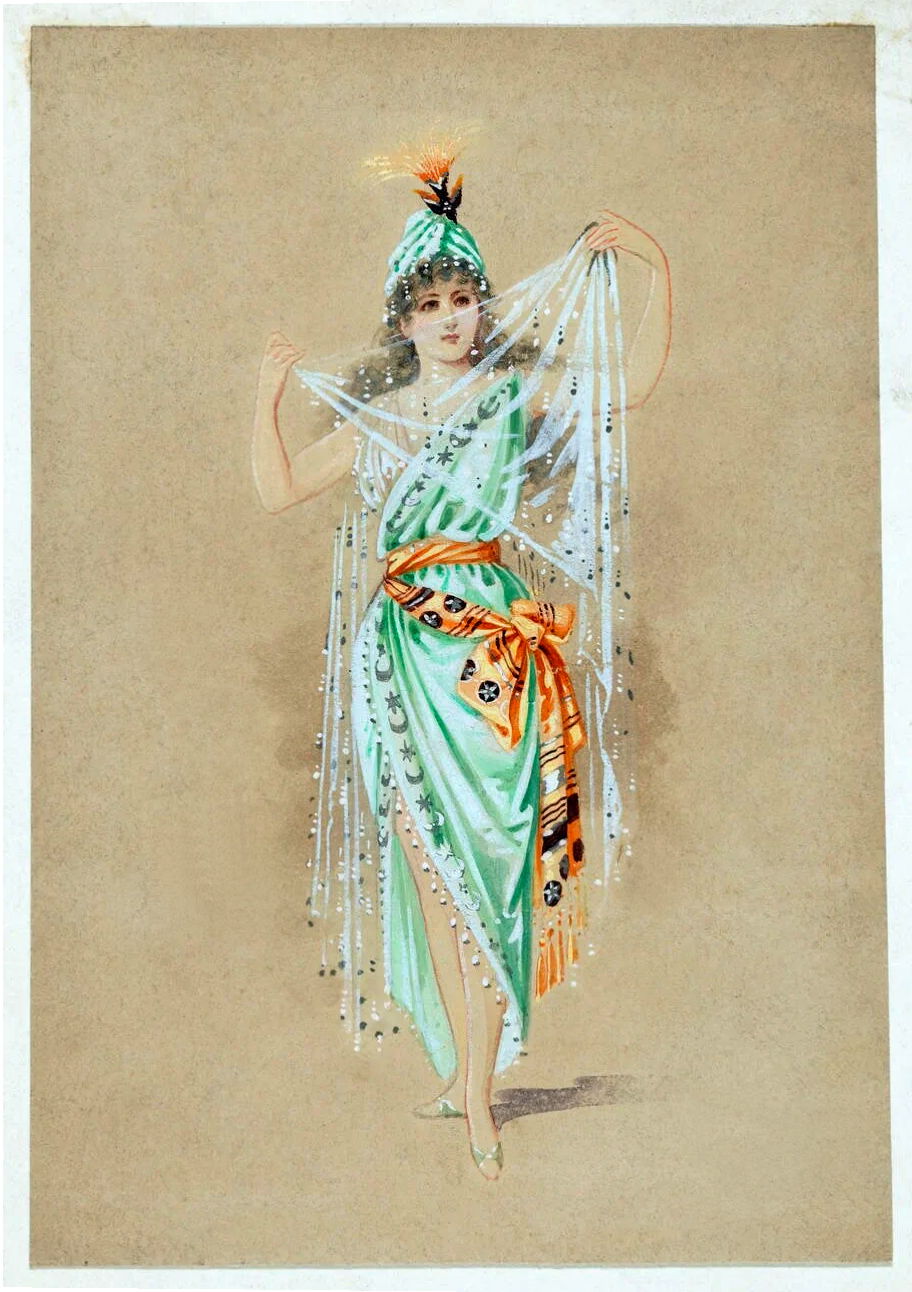
ケイト・ヴォーン、1892年。

1876年、ヴォーンの主な作品はロンドンにあるジョン・ホリンシェッドのゲイエティ座で上演されており、7年契約で雇われることになった。この頃はネリー・ファレン、エドワード・オコナー・テリー、E・W・ロイスが、とくにヴィクトリア朝のバーレスク演目でこの劇場のスターになっていた。
1884年6月にヴォーンは初代カウリー伯爵ヘンリー・ウェルズリーを父とする、フレデリック・アーサー・ウェルズリー大佐と結婚した。ウェルズリーは3回結婚しており、ヴォーンは2番目の妻だった。休止をはさんでヴォーンは1885年の夏に再び舞台に出るようになり、毎晩2分ほどのみの短いカメオ出演で好評を博した。キャリア最盛期には、ヴォーンはダンサーとしての出演に週72ポントを支払われていた。

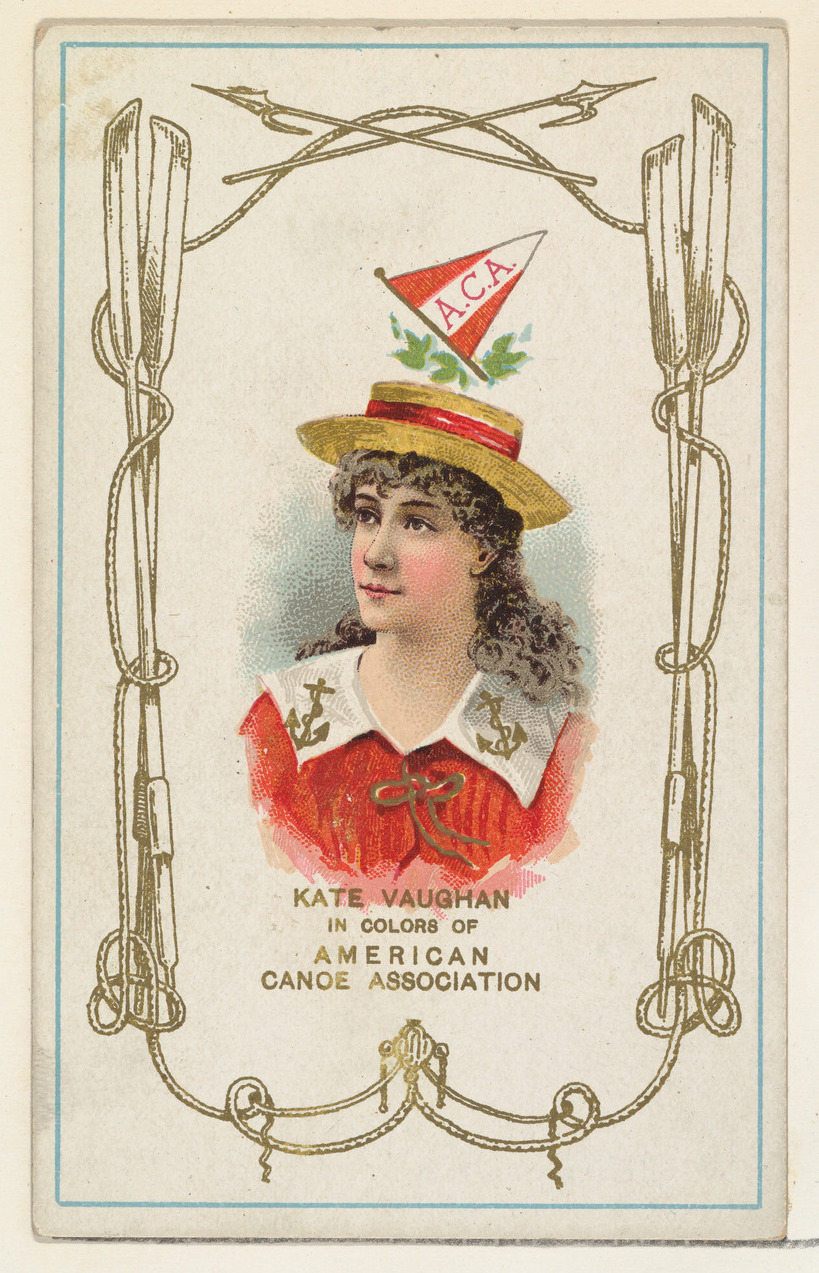
たばこの広告に登場するヴォーン。

この後、ヴォーンは健康上の理由でダンスを引退した。スカートダンスは、あらゆる若い女性がレパートリーに加える必要があると言われるほど大流行するようになっていた。ヴォーンは喜劇女優として再出発し、成功した。1886年からは、チャールズ・コレット、ライオネル・ブラウ、ジョンストン・フォーブズ＝ロバートソンなどが参加する劇団を率いて、オリヴァー・ゴールドスミスの『負けるが勝ち』やリチャード・ブリンズリー・シェリダンの『恋がたき』など古典的な英語の喜劇の新演出上演をひっさげてロンドンのシーズンをこなし、ツアーも行った。『タイムズ』によると、1889年までにヴォーンは古典的な喜劇の女優として特異な地位を認められるようになった。
ヴォーンは1892年に夫のもとを去り、1897年に離婚の訴えを起こして認められた。この結婚から子どもは生まれなかった。1896年頃には健康を害し、医者のすすめに従ってその年はオーストラリアで過ごした期間もあった。ヴォーンは1903年、ケープタウンで始まってあまりうまくいっていなかったツアーの最中、南アフリカのヨハネスブルグで亡くなった。ヨハネスブルクにあるブラームフォンテーン墓地に埋葬され、かつてのゲイエティ座での同僚だったエドワード・テリーなどが棺を運んだ。

## 評価

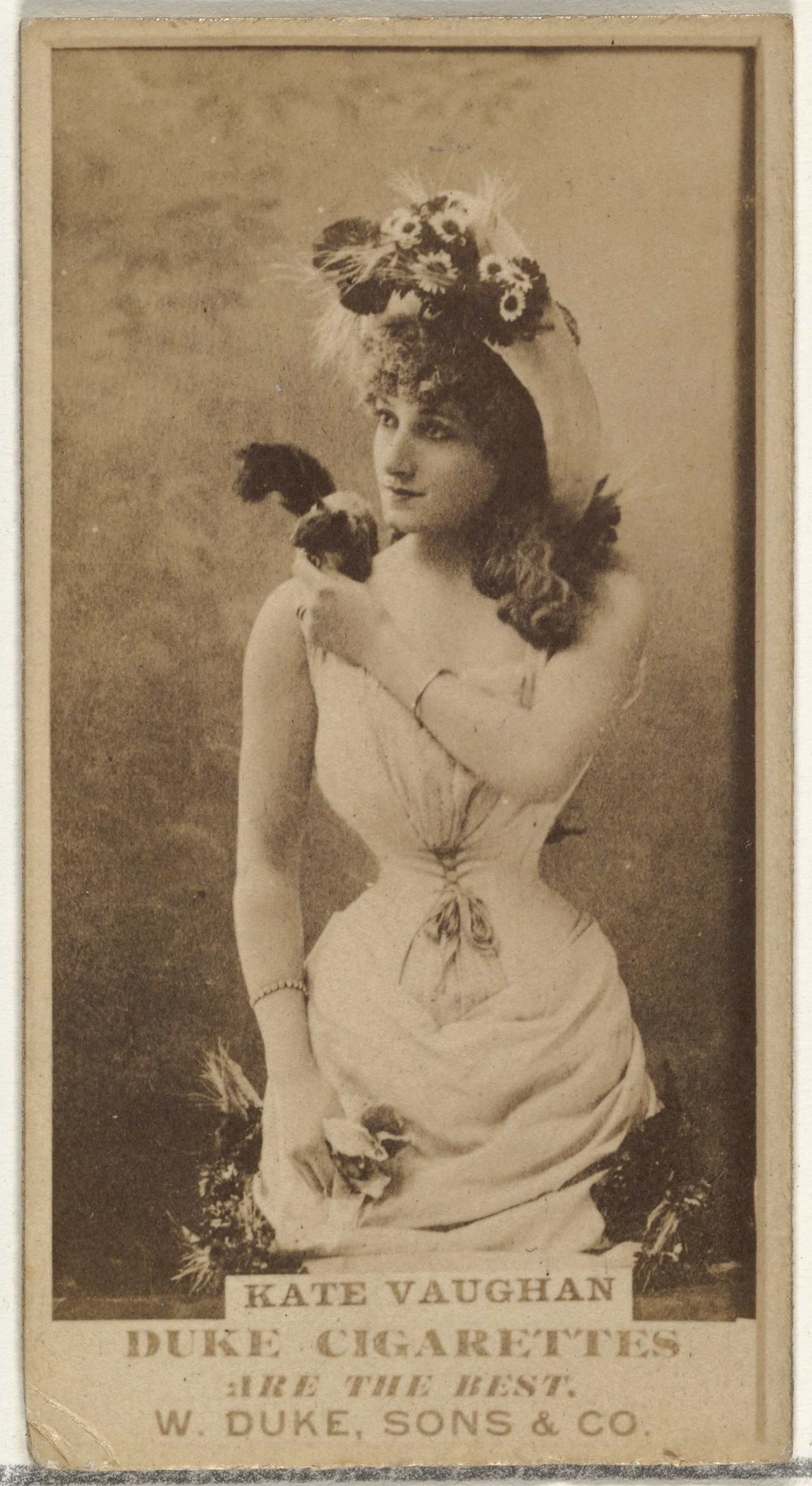
ヴォーンの写真を使った広告。

ヴォーンの伝記を書いたW・J・ローレンスはヴォーンを「優雅さ、磁力、精神性」に関するかぎり、「その世紀で最も偉大なダンサー」だったと述べている。1906年にサー・レジナルド・ジョンストンは著書『ダンスの歴史』でヴォーンについて触れ、その革新性や芸術性をきわめて高く評価した。